# Vladimír Brodziansky
Vladimír Brodziansky (Prievidza, 8 maggio 1994) è un cestista slovacco.

## Statistiche

### College
| Anno       | Squadra          | PG  | PT | MP   | TC%  | 3P%  | TL%  | RP  | AP  | PRP | SP  | PP   |
| ---------- | ---------------- | --- | -- | ---- | ---- | ---- | ---- | --- | --- | --- | --- | ---- |
| 2015-2016  | TCU Horned Frogs | 33  | 17 | 21,8 | 51,9 | 32,6 | 68,8 | 4,5 | 0,5 | 0,2 | 1,0 | 9,7  |
| 2016-2017† | TCU Horned Frogs | 39  | 30 | 23,9 | 56,4 | 36,7 | 77,5 | 5,7 | 0,6 | 0,3 | 2,1 | 14,1 |
| 2017-2018  | TCU Horned Frogs | 33  | 33 | 27,2 | 57,9 | 33,9 | 81,8 | 5,1 | 1,2 | 0,3 | 1,7 | 15,0 |
| Carriera   | Carriera         | 105 | 80 | 24,3 | 55,8 | 34,1 | 77,0 | 5,1 | 0,8 | 0,3 | 1,6 | 13,0 |

### Eurolega
| Anno      | Squadra  | PG | PT | MP   | TC%  | 3P%  | TL% | RP  | AP  | PRP | SP  | PP  |
| --------- | -------- | -- | -- | ---- | ---- | ---- | --- | --- | --- | --- | --- | --- |
| 2022-2023 | Partizan | 5  | 2  | 10,0 | 36,4 | 50,0 | -   | 1,4 | 0,4 | 0,4 | 0,2 | 2,2 |
| Carriera  | Carriera | 5  | 2  | 10,0 | 36,4 | 50,0 | -   | 1,4 | 0,4 | 0,4 | 0,2 | 2,2 |

### Eurocup
| Anno      | Squadra           | PG | PT | MP   | TC%  | 3P%  | TL%  | RP  | AP  | PRP | SP  | PP   |
| --------- | ----------------- | -- | -- | ---- | ---- | ---- | ---- | --- | --- | --- | --- | ---- |
| 2020-2021 | Joventut Badalona | 18 | 12 | 22,1 | 50,0 | 42,9 | 88,9 | 3,1 | 0,9 | 0,2 | 0,7 | 11,4 |
| 2021-2022 | Joventut Badalona | 16 | 5  | 20,4 | 54,8 | 46,7 | 83,7 | 3,8 | 1,0 | 0,3 | 0,8 | 12,3 |
| 2022-2023 | Joventut Badalona | 8  | 2  | 21,1 | 55,0 | 30,8 | 81,0 | 3,8 | 1,1 | 0,2 | 0,2 | 8,1  |
| 2023-2024 | Joventut Badalona | 14 | 5  | 21,0 | 56,0 | 46,7 | 68,4 | 3,4 | 0,7 | 0,3 | 0,4 | 7,9  |
| Carriera  | Carriera          | 56 | 24 | 21,2 | 53,4 | 44,0 | 83,2 | 3,5 | 0,9 | 0,2 | 0,6 | 10,3 |

## Palmarès
- Campione NIT (2017)